# Джек Райан: Теория хаоса
«Джек Райан: Теория хаоса» (англ. Jack Ryan: Shadow Recruit) — шпионский боевик о Джеке Райане, герое романов Тома Клэнси.
Роль Райана исполнил Крис Пайн, а ключевого антагониста сыграл режиссёр фильма Кеннет Брана.
Премьера в США состоялась 17 января 2014, в СНГ — 16 января.

## Сюжет
Студент Джек Райан смотрит репортаж о теракте 11 сентября 2001 года. События переносятся на несколько лет вперёд.
2003 год, Афганистан. Джек Райан уже дослужился до звания лейтенанта. Вертолёт вместе с ним и ещё двумя бойцами сбивают ракетой, из-за чего Джек получает серьёзные ранения. В военном госпитале он знакомится с медсестрой Кэти Мюллер и между ними завязывается роман.
Через несколько лет Джек и Кэти вместе и живут в квартире на Манхэттене. Кэти не знает, что Райан по заданию ЦРУ работает аудитором на Уолл-стрит, разыскивает подозрительные финансовые операции, указывающие на террористическую деятельность. Однажды Джек вычисляет, что русский миллионер Черевин (которого нанял министр внутренних дел России Сорокин) собирается понизить курс доллара в США, что приведёт страну ко временам Великой Депрессии. Джека посылают в Москву разузнать план Черевина.
В Москве Райана встречает охранник Черевина, родом из Уганды. По прибытии в отель охранник пытается убить Джека, но тому удаётся утопить его в ванной. Джек звонит в ЦРУ и сообщает о нападении. Ночью он встречается со своим куратором Томасом Харпером и рассказывает ему о планах русских.
Утром Джек посещает офис Черевина, но уходит ни с чем: накануне приезда аудитора Черевин перевёл все счета на подставных лиц и формально уже не несёт за них ответственности. Черевин приглашает Райана на ужин. Дабы разоблачить олигарха, Джеку придётся ещё раз проникнуть в его офис. Ночью он обнаруживает у себя в отеле Кэти, которая прилетела к мужу в Москву. Джеку приходится рассказать обо всём жене, он просит её уехать, однако Кэти отказывается. Харпер предлагает использовать девушку как отвлекающий манёвр, дабы Райан успел проникнуть в офис олигарха. Несмотря на все протесты Райана, Кэти соглашается.
Вечером следующего дня, герои встречаются с Виктором Черевиным. Пока Кэти отвлекает его разговорами, Джек проникает в офис олигарха. Виктор признаётся Кэти, что смертельно болен и врачи дают ему месяц. Тем временем Джек крадёт данные Черевина.
Райан приходит к Виктору и Кэти и собирается уйти с женой, однако, Виктор начинает подозревать Джека. Райан, Харпер и Кэти встречаются на паркинге с ещё одной группой агентов, Джек готовится передать им данные, но в этот момент туда же прибывает Черевин со своими людьми и они похищают Кэти. Джек отправляется за ним в погоню, а олигарх тем временем угрожает покалечить девушку, если Райан отдаст агентам информацию.
Джек догоняет Виктора и, устраивая ДТП, спасает Кэти. Герой вместе с Харпером, Кэти и группой агентов на самолёте ЦРУ отправляются в США; по прибытии в Соединённые Штаты, Райан отправляет Кэти в больницу под охраной агентов.
Там Райану удаётся идентифицировать сына Черевина, Александра, которого олигарх назвал мёртвым: Александр Черевин (Алек Утгофф) является «спящим агентом», который готовиться устроить в Нью-Йорке теракт, из-за которого упадёт курс доллара.
Спецназ штурмует убежище Александра, но находят там только банки от белой и синей краски. Это даёт понять, что террорист перекрасил свой автомобиль. Джек вместе с Харпером отправляются во многолюдное место на Манхэттене, где должен случиться теракт. Джек обнаруживает фургон с немного размытой краской, замаскированный под полицейский автомобиль. Джек разоблачает злодея, следует за ним на мотоцикле.
Фургон заезжает в водохранилище под Манхэттеном, где Джек вступает в схватку с сыном Черевина. Райану удаётся «выбросить» злодея из автомобиля и выехать из водохранилища. Однако Александр залезает в фургон и собирается помешать Джеку, но герой выпрыгивает из фургона. Фургон падает в воду вместе с сыном Черевина, который взрывается вместе с ним. Теракт предотвращён.
В финале Черевина вызывает к себе Сорокин. Черевин говорит: «Я делал всё это ради своей страны», на что Сорокин отвечает: «И это тоже» и выстрелом из пистолета убивает Виктора. Джек едет в больницу к Кэти, где они обнимаются.

## В ролях
| Актёр               | Роль                                                       |
| ------------------- | ---------------------------------------------------------- |
| Крис Пайн           | Джек Райан                                                 |
| Кеннет Брана        | Виктор Черевин                                             |
| Кира Найтли         | Кэти Мюллер                                                |
| Кевин Костнер       | Томас Харпер                                               |
| Колм Фиори          | Роб Берингер                                               |
| Алек Утгофф         | Александр Черевин (Боровский)                              |
| Елена Великанова    | Катя                                                       |
| Джемма Чан          | Эми Чанг                                                   |
| Дэвид Пеймер        | американский дипломат Диксон Льюис                         |
| Нонсо Анози         | Эмби Денг                                                  |
| Карен Дэвид         | агент ФБР                                                  |
| Ханна Тэйлор-Гордон | Сара                                                       |
| Петер Андерссон     | Дмитрий Лемков, начальник охраны Черевина                  |
| Михаил Барышников   | министр внутренних дел России Сергей Александрович Сорокин |
| Мэтт Риппи          | агент ФБР Симмонс                                          |
| Ленн Кудрявицки     | Константин                                                 |
| Сет Айотт           | Тедди Хефферман                                            |
| Эрих Редман         | древний жрец                                               |
| Санти Скинелли      | турист в сквере                                            |

## Создание
Первоначально на место режиссёра фильма был выбран Джек Бендер. Однако он ушёл с поста режиссёра из-за занятости на других проектах. Также к режиссуре фильма проявляли интерес Фернанду Мейреллиш и Сэм Рэйми.
На роль Кэти Мюллер рассматривались Эванджелин Лилли, Фелисити Джонс, Кейт Бекинсэйл и Джессика Бил.
В написании сценария участвовали Энтони Пекхэм и Стивен Заиллян, но их имена не стали указывать в титрах.
Съёмки начались в конце августа 2012 года и проходили на Уолл-стрит, в Большом Манчестере, Ливерпуле, Хатфилде (Хартфордшир), Биркенхеде, на британской киностудии Pinewood Studios, в Монреале, Доме Сената (Лондонский университет), Москве и Лондоне.
За интерьер храма Христа Спасителя в Москве выдан интерьер Вестминстерского собора в Лондоне.
Крис Пайн является четвёртым актёром, исполняющим роль Джека Райана, после Алека Болдуина, Харрисона Форда и Бена Аффлека.

## Отзывы
В 2020 году журнал Maxim поставил фильм на 9-е место в списке «12 самых бредовых фильмов про Россию», назвав фильм «безобразной нелепицей про русского олигарха, который хочет разорить Америку. <…> Что касается России, то её будто выкопали из книг и фильмов эпохи Холодной войны и забыли поделиться новостями. Зато герои пытались вести возвышенные беседы о русской классической литературе».